# Bobby Moynihan
Pour les articles homonymes, voir Moynihan.
Robert Moynihan, dit Bobby Moynihan, né le 31 janvier 1977 à Eastchester, dans l'État de New York, est un acteur et humoriste américain. 
Il est principalement connu pour sa participation, entre 2008 et 2017, à l'émission humoristique Saturday Night Live. Il est aussi la voix originale de Panda dans We Bare Bears (2015-2020) et Loulou Duck dans le reboot de La Bande à Picsou (2017-2021).

## Biographie
Moynihan est né et a grandi à Eastchester, dans l'État de New York. En 1999, il est diplômé de l'université du Connecticut en licence théâtre. Avant de rejoindre le Saturday Night Live, il est comédien d’improvisation pendant dix ans avec le Upright Citizens Brigade Theatre (UCB) de New York.

## Filmographie

### Cinéma
- 2002 : Economics 101 : C.D.
- 2004 : Jump Cuts: The Beef
- 2005 : Empire Square : Rabbit (voix)
- 2008-2017 : Saturday Night Live : rôles divers (2008–présent)
- 2009 : Charlie On Parole : Ex-Con
- 2009 : Mystery Team : Jordy
- 2009 : Mytho-Man  : Assistant
- 2010 : C'était à Rome : Puck
- 2011 : Certainty : Roddy
- 2012 : The Brass Teapot : Chuck
- 2012 : Revenge for Jolly! : Bobby
- 2013 : Monstres Academy (Monsters University) : Chet Alexander (voix)
- 2013 : Copains pour toujours 2 (Grown Ups 2) : homme cheerleader
- 2013 : Delivery Man: Aleksy
- 2014 : Chozen: Chozen (voix)
- 2014 : Adult Beginners de Ross Katz : Paul
- 2015 : Vice-versa (Inside Out) de Pete Docter : Frank, gardien du subconscient
- 2016 : Brother nature[2] : Todd
- 2017 : The Book of Henry : John
- 2017 : Killing Gunther de Taran Killiam : Donnie
- 2020 : Scooby ! (Scoob!) de Tony Cervone : Morroco (voix)
- 2021 : America : Le Film (America: The Motion Picture) de Matt Thompson : Paul Revere (voix)
- 2024 : Unfrosted : L'épopée de la Pop-Tart (Unfrosted) de Jerry Seinfeld : Chef Boyardee
- 2024 : Blue et Compagnie (IF) de John Krasinski
- 2025 : Fixed de Genndy Tartakovsky : Lucky (voix)

### Télévision
- 2001: The Human Spinning-Top : Gangster #1
- 2006 : Late Night with Conan O'Brien
- 2007 : Bronx World Travelers : Glider
- 2008-2017 : Saturday Night Live : rôles divers (194 épisodes)
- 2009 : The Electric Company : Skeleckian Gravity Spray Spokesperson
- 2009 : Mercy Hospital : Conrad Bellingham
- 2012 : Happy Endings : Corey
- 2012 : Ugly Americans : Jerry "The Fire Ant" McMillan
- 2012 : 30 Rock : Stewart Derr
- 2012 : Girls : Thadd
- 2012 : Portlandia : Robert
- 2017 : Descendants 2 : Camarade (voix)
- 2017 : La Bande à Picsou (DuckTales) : Loulou (voix)
- 2019 : Descendants 3 : Camarade (voix)
- 2020 : Star Wars: The Clone Wars : Pintu Son-El (voix)
- 2021 : Star Wars: Visions : Geezer (voix, saison 1, épisode 2 : Tatooine Rhapsody)
- 2021 : Descendants : Le Mariage royal (Descendants: The Royal Wedding) (court-métrage) : Camarade (voix)